# 2000 en Italie
Chronologie de l'Italie
- 1996
- 1997
- 1998
- 1999
- 2000
- 2001
- 2002
- 2003
- 2004

1998 en Europe - 1999 en Europe - 2000 en Europe - 2001 en Europe - 2002 en Europe
1998 par pays en Europe - 1999 par pays en Europe - 2000 par pays en Europe - 2001 par pays en Europe - 2002 par pays en Europe

## Événements

### Janvier 2000
- x

### Février 2000
- x

### Mars 2000
- x

### Avril 2000
- 25 avril : Giuliano Amato devient président du Conseil des ministres. Il succède à Massimo D'Alema.

### Mai 2000
- x

### Juin 2000
- x

### Juillet 2000
- x

### Août 2000
- x

### Septembre 2000
- x

### Octobre 2000
- x

### Novembre 2000
- x

### Décembre 2000
- x

## Culture

### Cinéma

#### Films italiens sortis en 2000
- x

#### Autres films sortis en Italie en 2000
- 14 avril : Il tempo ritrovato (Le Temps retrouvé), film franco-italo-portugais de Raoul Ruiz
- 28 avril : Pazzo di te! (In Love), film américain de Kris Isacsson

#### Mostra de Venise
- Lion d'or d'honneur : Clint Eastwood
- Lion d'or : Le Cercle (Dayereh) de Jafar Panahi
- Coupe Volpi pour la meilleure interprétation féminine : Rose Byrne pour The Goddess of 1967 de Clara Law
- Coupe Volpi pour la meilleure interprétation masculine : Javier Bardem pour Avant la nuit (Before Night Falls) de Julian Schnabel

### Littérature

#### Livres parus en 2000

##### Romans
- Baudolino (Baudolino), d'Umberto Eco - (édition française :Grasset, 2002 - Prix Méditerranée Étranger 2002)
- Il male assoluto, de Pietro Citati ;

##### Essais
- Défaite de L'iltalie contre l'éternel Zinedine What a goal by Trezeguet.
- Bien sur on ne les retrouvera pas en 2018.

##### Poésie
- x

#### Prix et récompenses
- Prix Strega : Ernesto Ferrero, N. (Einaudi)
- Prix Bagutta : Andrea Zanzotto, Le poesie e prose scelte, (Mondadori) et Mariano Bargellini, Mus utopicus, (Gallino)
- Prix Campiello : Sandro Veronesi, La forza del passato
- Prix Napoli : Melania Mazzucco, Lei così amata (Rizzoli)
- Prix Stresa : Alberto Bevilacqua - La polvere sull'Erba, (Einaudi)
- Prix Viareggio :
  - Giorgio Van Straten, Il mio nome a memoria
  - Sandro Veronesi, La forza del passato

## Naissance en 2000
- 2 mars : Marco Frigo, coureur cycliste.
- 18 décembre : Agnese Duranti, gymnaste rythmique.

## Décès en 2000
- 11 janvier : Mario Albano (it), 52 ans, historien, journaliste et homme politique. († 11 août 1948)
- 13 mai : Cesare Valletti, 77 ans, chanteur d'opéra (ténor). (° 18 décembre 1922)
- 14 juin : Attilio Bertolucci, 88 ans, écrivain, poète, critique littéraire, traducteur et universitaire. (° 18 novembre 1911)
- 25 novembre : Mario Giacomelli, 75 ans, peintre, poète et photographe. (° 1er août 1925)
- 19 décembre : Lianella Carell, 73 ans, actrice, scénariste, romancière et journaliste. (° 6 mai 1927)